# Tomás Pérez (calciatore 2006)
Tomás Agustín Pérez (Rafaela, 27 aprile 2006) è un calciatore argentino, attaccante del Los Andes in prestito dal Racing Club.

## Caratteristiche tecniche
Gioca come centravanti.

## Carriera
Pérez è cresciuto nei settori giovanili di Atlético Rafaela e Racing Club. Ha esordito nel calcio professionistico il 4 giugno 2023 nell'incontro di Primera División vinto 2-0 contro il Banfield. Il giorno successivo ha firmato il suo primo contratto professionistico con il club argentino.
Nel giugno del 2024 è stato ceduto in prestito al Jedinstvo Ub.

## Statistiche

### Presenze e reti nei club
Statistiche aggiornate al 26 giugno 2024.
| Stagione        | Squadra         | Campionato      | Campionato | Campionato | Coppe nazionali | Coppe nazionali | Coppe nazionali | Coppe continentali | Coppe continentali | Coppe continentali | Altre coppe | Altre coppe | Altre coppe | Totale | Totale | Totale |
| Stagione        | Squadra         | Comp            | Pres       | Reti       | Comp            | Pres            | Reti            | Comp               | Pres               | Reti               | Comp        | Pres        | Reti        | Pres   | Reti   |        |
| --------------- | --------------- | --------------- | ---------- | ---------- | --------------- | --------------- | --------------- | ------------------ | ------------------ | ------------------ | ----------- | ----------- | ----------- | ------ | ------ | ------ |
| 2023            | Racing Club     | PD              | 5          | 0          | CA+CdL          | 1+2             | 0               | CL                 | 0                  | 0                  |             | -           | -           | 8      | 0      |        |
| 2024-2025       | Jedinstvo Ub    | SL              | 6          | 0          | CS              | 0               | 0               |                    | -                  | -                  |             | -           | -           | 6      | 0      |        |
| Totale carriera | Totale carriera | Totale carriera | 11         | 0          |                 | 3               | 0               |                    | 0                  | 0                  |             | -           | -           | 14     | 0      |        |